# Vương triều Chakri
Triều đại Chakri cai trị Thái Lan kể từ khi thiết lập thời đại Ratthanakosin năm 1782 sau khi vua Taksin của Thonburi đã bị tuyên bố là điên và kinh đô của Xiêm được dời đến Bangkok. Sử Việt thời nhà Nguyễn phiên âm là Chất Tri (質知), thường gọi các vua triều Chakri là Phật vương (佛王, do ảnh hưởng tôn hiệu Phra Buddha). Biểu tượng của triều Chakri được sử dụng làm tên gọi và huy hiệu của vương triều Chakri gồm một cài đĩa (Chakra) có cây đinh ba (Trisula) xuyên qua. Đây là vũ khí của thần Narai (một avatar của Vishnu), một vị thần mà vua Xiêm được xem là một hóa thân.
Trước khi thành lập triều đại này, Phật vương Yodfa Chulalok đại đế (Rama I), đã giữ tước hiệu của Chao Pharaya Chakri trong hơn 10 năm. Tước hiệu này đã được nắm giữ bởi các quân phiệt vĩ đại nhất của Ayuthaya và có nghĩa là sự phản ánh lòng dũng cảm của người nắm giữ nó trên chiến trường. Vua Rama I đã chọn tên và huy hiệu này cho triều đại của mình.

## Những vị vua Chakri

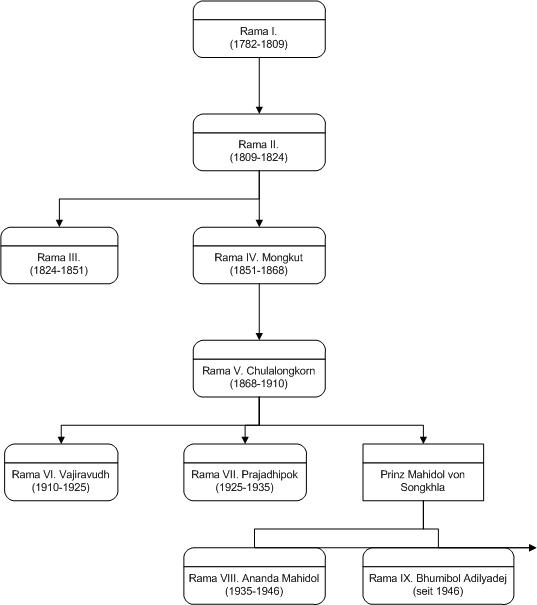
Cây gia phả của Vương triều Chakri

### Những vị vua Rama đầu tiên
Vua: Chakri, Nabhalai
Khi vương quốc Ayutthaya sụp đổ, một vị tướng người Xiêm có tên là Taksin cũng đang ở đó. Tập hợp những người ủng hộ mình thành một đội quân, một năm sau đó ông đã chiếm lại được thành phố, nhưng Ayutthaya đã bị tàn phá trơ trụi đến nỗi ông quyết định dời thủ đô ra xa hơn, xuôi theo dòng sông đến Thonburi.
Với sự giúp sức của hai vị tướng khác là anh em Chao Phraya Chakri và Chao Phraya Surasih, Taksin đã chinh phục được các nước chư hầu hung tợn, đẩy lui sự tấn công của người Miến Điện và chiếm lại vùng miền Bắc. Nhưng những thành công liên tiếp rốt cuộc đã khiến ông ta mất hết lý trí, và trở nên tàn ác cực kỳ. Những viên tướng thuộc hạ đã truất ngôi và giết ông vào năm 1782.
Chao Phraya Chakri, thường được biết nhiều hơn dưới cái tên Rama I, đã trở thành vị vua mới. Ông là người khai sinh triều đại Chakri vẫn tồn tại cho đến tận ngày nay. Rama I lại dời đô, lần này là về Bangkok, ông cho xây dựng thành phố theo kiểu mẫu Ayutthaya. Ông cũng làm hồi sinh nền nghệ thuật và văn hóa Thái Lan, một phần dựa vào trí nhớ của những người già cả đã đào thoát được khi Ayutthaya bị hủy diệt.
Châu Âu thời đó đang bận rộn với cuộc chiến tranh Napoléon. Nhưng từ năm 1818, Xiêm lại mở cửa và tiếp xúc với phương Tây, bắt đầu bằng một hiệp định với người Bồ Đào Nha.
Đồng thời cả Anh và Pháp bắt đầu chiếm đóng các nước láng giềng của Xiêm. Ở vào thời điểm quyết định này, Xiêm may mắn được cai trị bởi hai vị xuất sắc, là vua Rama I và vua Rama II, những người đã quá rành các thủ đoạn của phương Tây. Họ đã bảo tồn được nền độc lập của đất nước bằng việc khởi xướng những cuộc cải cách sinh tử để hiện đại hóa và làm cho quốc gia trở nên hùng cường.
Dưới hai triều vua đầu tiên, Rama I và Rama II, Xiêm tập trung khắc phục hậu quả chiến tranh xâm lược của Miến Điện, từng bước phát triển kinh tế, mở rộng ngoại thương (đến cuối thời Rama II thì bắt đầu mở cửa với các nước châu Âu), tăng cường sức mạnh quân sự, củng cố và nâng cao vị thế quốc gia đối với các nước láng giềng như: Miến Điện, Campuchia, các tiểu quốc ở Lào và các tiểu quốc Hồi giáo ở bán đảo Mã Lai.

### Rama III
Vua: Nangklao
Rama III trị vì vào khoảng từ năm 1824 đến năm 1851, là hoàng tử trưởng của Rama II nhưng không phải là con của Chính cung hoàng hậu, được hội đồng hoàng gia họp quyết định đưa lên ngôi vua lúc 37 tuổi, thay vì theo luật là phải chọn hoàng tử Mongkút là con của Chính cung hoàng hậu. Vì Rama II khi mất không để lại di chúc, hội đồng hoàng gia thấy nước Xiêm cần có một vị vua vừa quyết đoán nhưng cũng vừa phải ứng xử linh hoạt với phương Tây (các nước thực dân Âu - Mỹ), nên đã quyết định chọn ông.
Dưới thời của vua Rama III, vương quốc Xiêm tiếp tục chính sách mở cửa với phương Tây. Với mục tiêu chung là giành được những điều khoản buôn bán tối huệ và những đặc quyền đặc lợi khác, hai nước Anh và Mỹ đã ký kết các hiệp ước với Xiêm vào các năm 1826 và năm 1833.

### Rama IV
Vua: Mongkut
Ông là vua thứ tư của Vương triều Chakri và là con trai của Rama II. ông trị vị từ năm 1851 đến năm 1868, qua đời vào tháng 10 năm 1868. Các nhà sử học đều coi ông là một trong những vị quốc vương tài ba của triều Chakri. Ông đã có vai trò du nhập phương pháp luận khoa học và nền khoa học phương Tây vào nước Xiêm và do đó ông vẫn được người Thái xem là "cha đẻ của khoa học và công nghệ hiện đại của Thái Lan".

### Rama V
Vua: Chulalongkorn
Người lên kế vị vua Mongkul là vua Chulalongkorn, ông cai trị cho đến năm 1910. Chulalongkorn đã bãi bỏ tục lệ thần dân phải quỳ lạỵ trước mặt ông, thủ tiêu chế độ nô lệ, cải thiện nền hành chính ở địa phương và trên toàn quốc, giám sát việc phát triển các ngành đường sắt, xe điện, ôtô, và thuê các cố vấn người nước ngoài đến phục vụ trong triều đình của ông.

### Rama VI
Vua: Vajiravudh
Người trị vì tiếp theo là Rama VI (1910 - 1925). Ông đã đưa Xiêm gia nhập lực lượng của phe Đồng minh vào thời Thế chiến thứ Nhất. Sự kiện này đã dẫn đến việc ký kết một bản hiệp ước cải thiện được rất nhiều địa vị của Xiêm trong quan hệ với Mỹ và Pháp.
Rama VI cũng đã ban hành tên họ cho người Xiêm và áp dụng chế độ giáo dục bắt buộc. Và Xiêm là quốc gia đầu tiên ở Châu Á thực hiện chế độ này. Lúc bấy giờ Xiêm đã bắt kịp với thế giới các nước phát triển. Tuy nhiên, một tầng lớp xã hội mới không chịu an phận đang ngày một nhiều lên, họ coi nền quân chủ chuyên chế là một trở lực cho tương lai phát triển của Thái Lan.

### Rama VII
Vua: Prajadhipok
Dưới thời Rama VII, cuộc khủng hoảng chính trị của Xiêm đã lên đến đỉnh điểm. Cuộc Đại Suy thoái những năm 30 đã khiến cho ngành xuất khẩu gạo đặc biệt khó khăn, gây ra những rắc rối lớn về tài chính. Nhà vua cố gắng giải quyết vấn đề này bằng một sắc thuế mới đánh vào thu nhập, nhưng điều đó đã khiến cho dân chúng nổi giận. Năm 1932, một nhóm sĩ quan và trí thức được đào tạo ở Châu Âu đã đảo chính cướp chính quyền và tuyên bố thành lập một nhà nước quân chủ lập hiến, họ muốn bằng cách đó giới hạn quyền lực của nhà vua.

### Rama VIII
Vua: Ananda Mahidol
Trị vì: 2 tháng 3 năm 1935 - 9 tháng 6 năm 1946

### Rama IX
Vua: Bhumibol Adulyadej
Trị vì: 9 tháng 6 năm 1946 - 13 tháng 10 năm 2016

### Rama X
Vua: Maha Vajiralongkorn
Trị vì: 13 tháng 10 năm 2016 - nay
Đăng cơ: 4 tháng 5 năm 2019

## Danh sách các vua
- Phrabat Somdet Phra Buddha Yotfa Chulaloke (Rama I) 
พระบาทสมเด็จพระพุทธยอดฟ้าจุฬาโลกมหาราช / (6 tháng 4 năm 1782 - 7 tháng 9 năm 1809)
- Phra Buddha Loetla Nabhalai (Rama II) 
พระบาทสมเด็จพระพุทธเลิศหล้านภาลัย / (7 tháng 9 năm 1809 - 21 tháng 7 năm 1824)
- Phra Nangklao Chaoyuhua (Rama III) 
พระบาทสมเด็จพระนั่งเกล้าเจ้าอยู่หัว / (21 tháng 7 năm 1824 - 2 tháng 4 năm 1851)
- Phra Chom Klao Chaoyouhua (Rama IV, Mongkut) 
พระบาทสมเด็จพระจอมเกล้าเจ้าอยู่หัว/ (3 tháng 4 năm 1851 - 1 tháng 10 năm 1868)
- Phra Chula Chomklao Chaoyuhua (Rama V, Chualalongkorn) 
พระบาทสมเด็จพระจุลจอมเกล้าเจ้าอยู่หัว "พระปิยมหาราช" / (2 tháng 10 năm 1868 - 23 tháng 10 năm 1910)
- Phra Mongkut Klao Chaoyuhua (Rama VI, Vajiravudh) 
พระบาทสมเด็จพระมงกุฎเกล้าเจ้าอยู่หัว / (23 tháng 10 năm 1910 - 26 tháng 11 năm 1925)
- Phra Pokklao Chaoyuhua (Rama VII, Prajadhipok) 
พระบาทสมเด็จพระปกเกล้าเจ้าอยู่หัว / (26 tháng 11 năm 1925 - 2 tháng 3 năm 1935)
- Ananda Mahidol (Rama VIII) 
พระบาทสมเด็จพระเจ้าอยู่หัวอานันทมหิดล / (2 tháng 3 năm 1935 - 9 tháng 6 năm 1946)
- Bhumibol Adulyadej (Rama IX) 
พระบาทสมเด็จพระเจ้าอยู่หัวภูมิพลอดุลยเดชมหาราช / (9 tháng 6 năm 1946 - 13 tháng 10 năm 2016)
- Maha Vajiralongkorn (Rama X) 
 สมเด็จพระเจ้าอยู่หัวมหาวชิราลงกรณ (13 tháng 10 năm 2016 -)